# Анвар Агмед Хан
Анвар Агмед Хан (24 вересня 1933 — 2 травня 2014) — пакистанський хокеїст на траві.
Олімпійський чемпіон 1960 року, срібний призер 1956, 1964 років.
Переможець Азійських ігор 1958, 1962 років.